# ولف تراپ (ویرجینیا)
ولف تراپ (به انگلیسی: Wolf Trap) یک منطقهٔ مسکونی در ایالات متحده آمریکا است که در شهرستان فرفکس، ویرجینیا واقع شده‌است. ولف تراپ ۲۵٫۵ کیلومتر مربع مساحت و ۱۶٬۱۳۱ نفر جمعیت دارد و ۸۷ متر بالاتر از سطح دریا واقع شده‌است.